# Gypona viridirufa
Gypona viridirufa är en insektsart som beskrevs av Walker 1851. Gypona viridirufa ingår i släktet Gypona och familjen dvärgstritar. Inga underarter finns listade i Catalogue of Life.